# Thomas Hegghammer
Thomas Hegghammer (né en 1977 à Narvik) est un chercheur norvégien, spécialiste dans les études de violences de l'islamisme. 

## Biographie
Thomas Hegghammer est un politologue norvégien specialiste du jihadisme. Il est senior research fellow à l'Institut norvégien de recherche pour la défense (Forsvarets forskningsinstitutt (no), FFI) à Oslo. 
Après avoir obtenu le baccalauréat en France (Lycée Aliénor d'Aquitaine, à Poitiers), Hegghammer a suivi les cursus d'Études orientales et Études modernes moyen-orientales à l'Université d'Oxford. Plus tard, il a obtenu son doctorat en science politique à l'Institut d'études politiques de Paris en 2007. Sa thèse de doctorat est intitulée Violent Islamism in Saudi Arabia, 1979-2006: The Power and Perils of Pan-Islamic Nationalism (L'islamisme violent en Arabie saoudite, 1979-2006 : la puissance et les périls du nationalisme panislamique, en français). En 2012, il a été désigné dans Morgenbladets forskerkåring (no) comme l'un des 11 plus éminents scientifiques norvégiens âgés de moins de 40 ans.
Dans une analyse sur l'étendue de l'implication de l'État islamique dans des attentats survenus dans les pays occidentaux entre 2011 et 2015, il estime avec son collègue chercheur norvégien Petter Nesser que l'attentat de Saint-Jean-sur-Richelieu entre dans une catégorie d'actes commis par des sympathisants sans liens formels avec l'organisation terroriste ÉI. Selon l'étude, la grande majorité (22 sur 30) des complots et attentats attribués ont un lien faible avec l'ÉI. Les auteurs notent par contre que 21 complots ou attentats sont survenus dans une période de 10 mois qui a suivi l'appel d'al-Adnani.
Le Washington Post publie en décembre 2016 sur l'argumentaire de Thomas Hegghammer qui estime que la situation en matière de terrorisme en Europe est vouée à empirer à l'avenir. Il se fonde notamment sur la situation de précarité d'une forte part des jeunes musulmans européens, mais aussi sur le retour de combattants du front syro-irakien, entre autres.

## Publications
- (en) Thomas Hegghammer et Petter Nesser, « Assessing the Islamic State’s Commitment to Attacking the West », Perspectives on Terrorism, vol. 9, no 4,‎ août 2015, p. 14-30 (ISSN 2334-3745, lire en ligne, consulté le 16 novembre 2015)
- (en) Hegghammer (trad. Pascale Ghazaleh), « Introduction, Abdallah Azzam, The imam of Jihad », dans Gilles Kepel et Jean-Pierre Milelli, Al Qaeda in Its Own Words, Cambridge, MA, Belknap Press, 2010 (ISBN 978-0674034747)
- Thomas Hegghammer, « Abdallah Azzam, l'imam du jihad », in Gilles Kepel et Jean-Pierre Milelli (dir.), Al-Qaida dans le texte. Écrits d'Oussama ben Laden, Abdallah Azzam, Ayman al-Zawahiri et Abou Moussab al-Zarqawi (traductions de Jean-Pierre Milelli, introduction générale de Gilles Kepel), Presses universitaires de France, collection « proche Orient », septembre 2005, chapitre II, p. 115-137.
- (en) Thomas Hegghammer, Jihad in Saudi Arabia : Violence and Pan-Islamism since 1979, Cambridge, UK, Cambridge University Press, 2010, 304 p. (ISBN 978-0-521-73236-9), p. 29,83
- Thomas Hegghammer: CTC Sentinel, « Deconstructing the myth about al-Qaida adn Khobar »(Archive.org • Wikiwix • Archive.is • Google • Que faire ?), février 2008
- (en) « The Muslim Brotherhood In Saudi Arabia (comments by Thomas Hegghammer) », GlobalMB
- Al-Qaida dans le texte, 2005.
- (en) Saudi Arabia in transition : insights on social, political, economic and religious change.